# Tadeusz Wolniewicz
Tadeusz Wolniewicz (ur. 16 lutego 1897 roku w Poznaniu, zm. 5 września 1939 roku tamże) – polski malarz. 

## Życiorys
Urodzony w Poznaniu, jako syn Nikodema (pierwszego prezesa Izby Rzemieślniczej w Poznaniu) i Ludwiki z domu Dutkowskiej Wolniewiczów. Studiował w krakowskiej Akademii Sztuk Pięknych w pracowni prof. Ignacego Pieńkowskiego. Stosował różnorodne techniki malarskie: węgiel, akwarela, olej i ołówek. Portrety stanowiły mocną stronę artysty. Jednak do najbardziej znanych prac należą te związane z przeszłością i legendami Poznania. Tworzył całe cykle obrazów o tej tematyce. Swoje prace wystawiał w Towarzystwie Przyjaciół Sztuk Pięknych w Poznaniu. Popełnił samobójstwo w dniu otrzymania karty mobilizacyjnej do wojska. Po wojnie jego prochy zostały przeniesione wraz z prochami ojca na cmentarz dla zasłużonych na poznańską Skałkę. Obrazy Wolniewicza były wystawiane do 1939 roku w Muzeum Miejskim w Poznaniu. Większość zaginęła podczas wojny. Obecnie 2 prace znajdują się w Muzeum Narodowym w Poznaniu, kilka w Bibliotece w Kórniku, część w rękach prywatnych.

## Wybrane prace
- Dziady (Guślarz) 1917
- Apoteoza Moniuszki, 1921, olej
- Ludgarda, 1923 r., olej
- Królewicz Wron, 1924 r., cykl obrazów
- Lalka na balkonie, 1926, olej
- Ikar (autoportret), 1925 r., olej
- Legenda o górze Przemysława, cykl 7 obrazów